# Santo António da Serra
Santo António da Serra (česky Svatý Antoníček z hor) je okrsek na portugalském ostrově Madeira. Území okrsku je rozděleno na dvě částí.
Západní část o rozloze 14,77 km² spadá organizačně do okresu Santa Cruz. Leží západně od Machica a žije zde 982 obyvatel (2001), kteří se živí převážně zemědělstvím. Místní části mají název João Ferino, Pereira, Madre d'Água, Curral Velho, Ribeira de João Gonçalves, Achada do Barro, Fajã da Ovelha.
Na severovýchod od západní části leží část spadající pod okres Machico. Má rozlohu 8,65 km² a žije zde 1 355 obyvatel (2001), kteří pracují v zemědělství a rybolovu. Na východě sahá okrsek až k pobřeží oceánu. Místní části mají název Margaça, Ribeira de Machico, Madeira da Igreja, Palheiros, Fajã dos Rolos, Portela, Lombo das Faias, Fajã das Vacas.
Celý okrsek Santo António da Serra je zalesněný, nachází se zde golfové hřiště Santo da Serra, umělá sladkovodní nádrž. V lesích je spousta vil. Najdeme zde i lesopark s malou zoologickou zahradou. Každoročně o prvním zářijovém víkendu se v Santo António da Serra koná slavnost jablek a nápoje Sidra.
Golfové hřiště Santo da Serra s 27 jamkami se nachází ve svahu u silnice ze Santo António da Serra dolů k oceánu. Bylo otevřeno roku 1991 a od roku 1993 se zde každoročně hraje Ilha da Madeira Open. Z hřiště je na sever výhled na zalesněné hory, na jih pak na Ponta de São Lourenço.

## Galerie

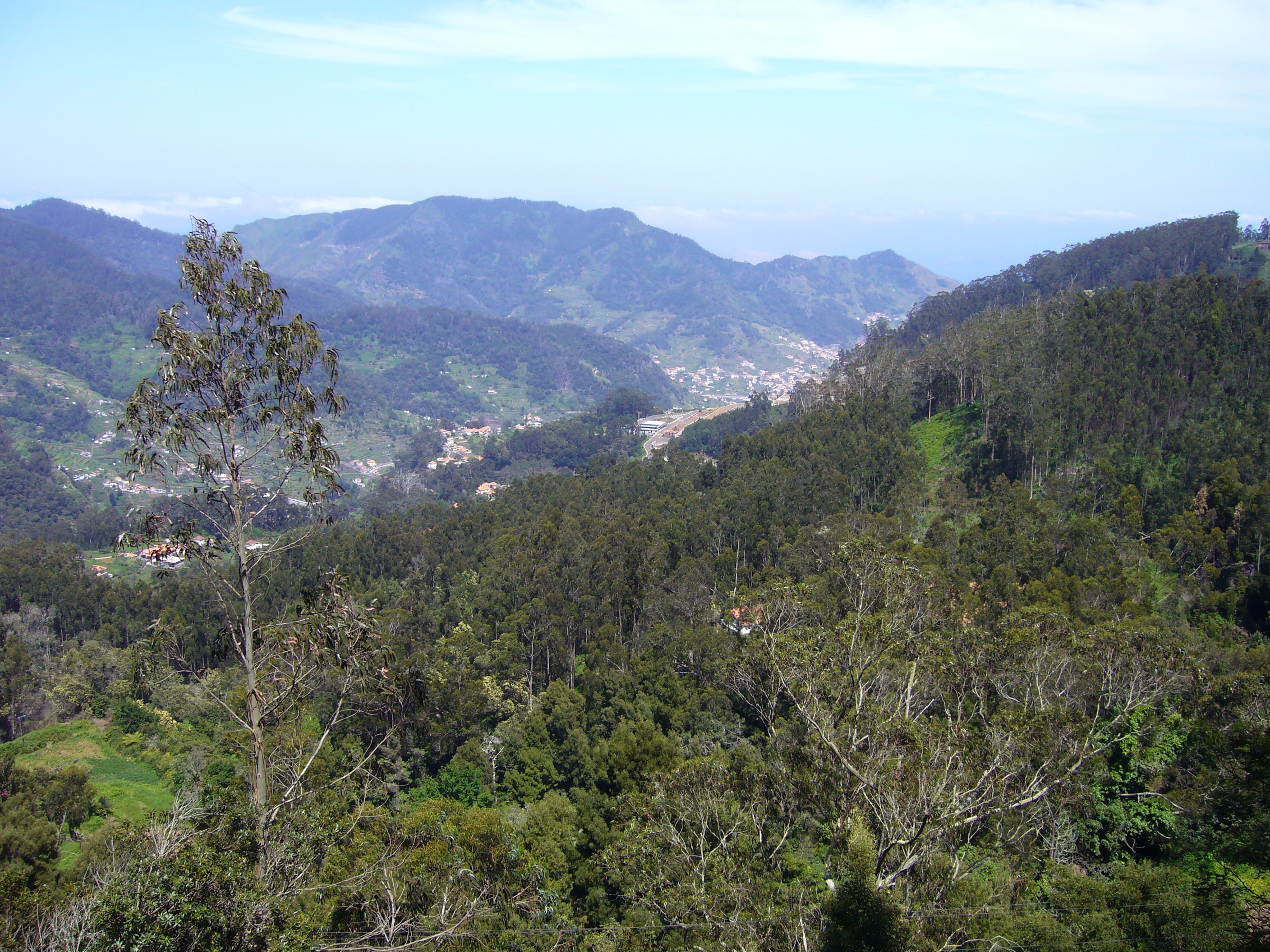
Pohled z vyhlídky v parku do údolí směrem k oceánu.
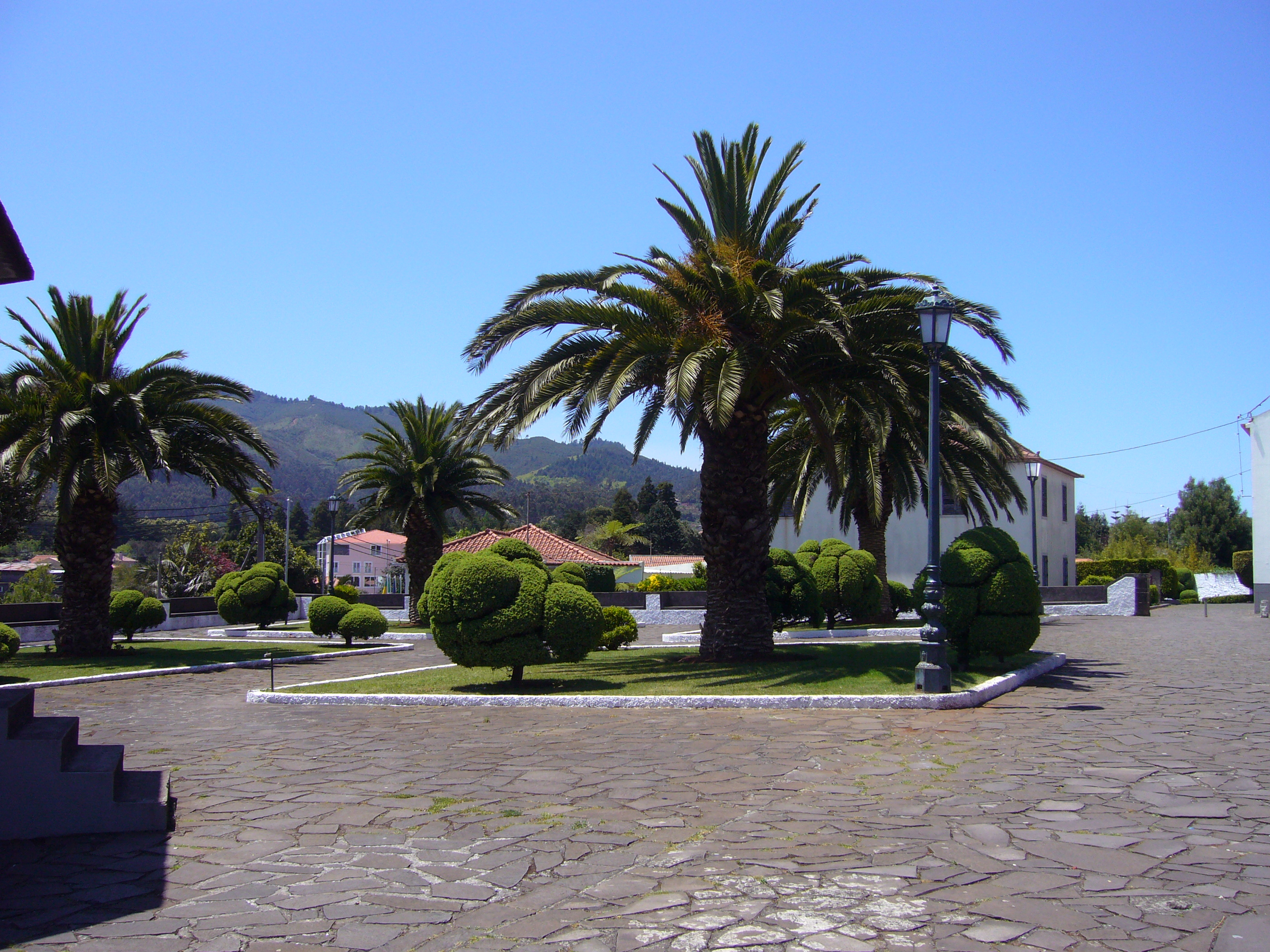
Náměstí v městečku Santo António da Serra.
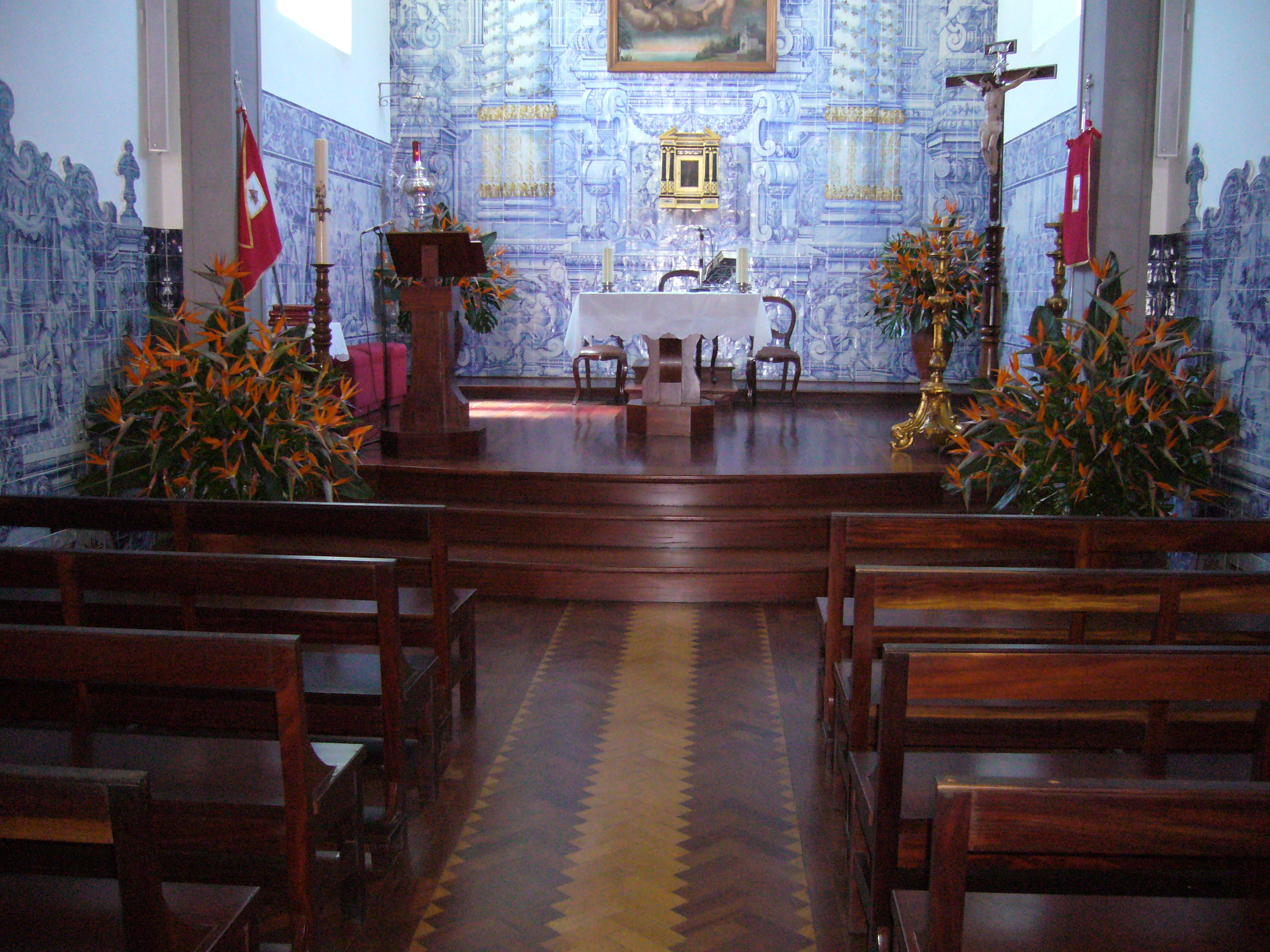
Interiér kostela v Santo António da Serra. Lavice a parkety z madeirského dřeva. Na stěnách azulejos.
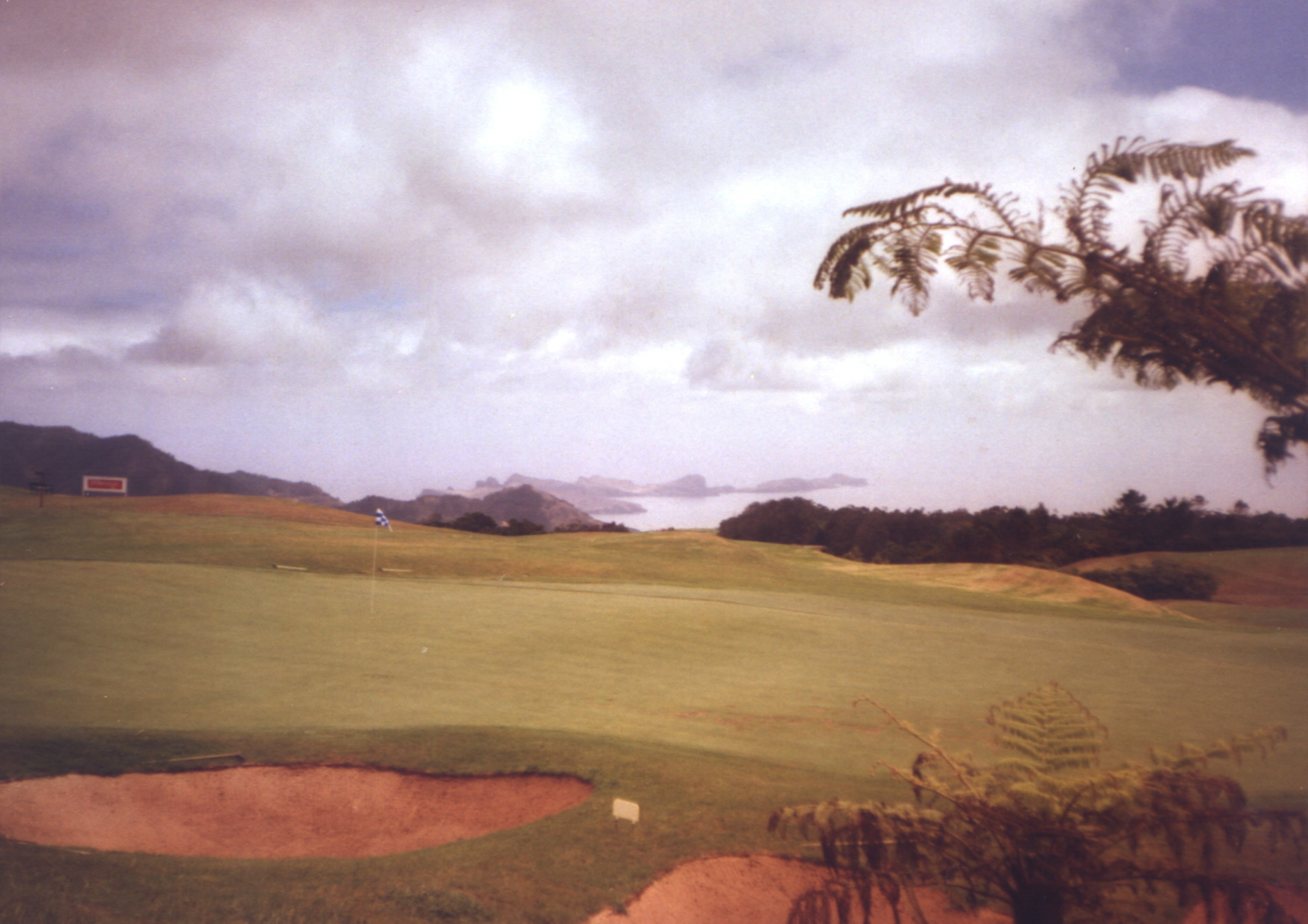
Golfové hřiště Santo da Serra. Vzadu Ponta de São Lourenço.
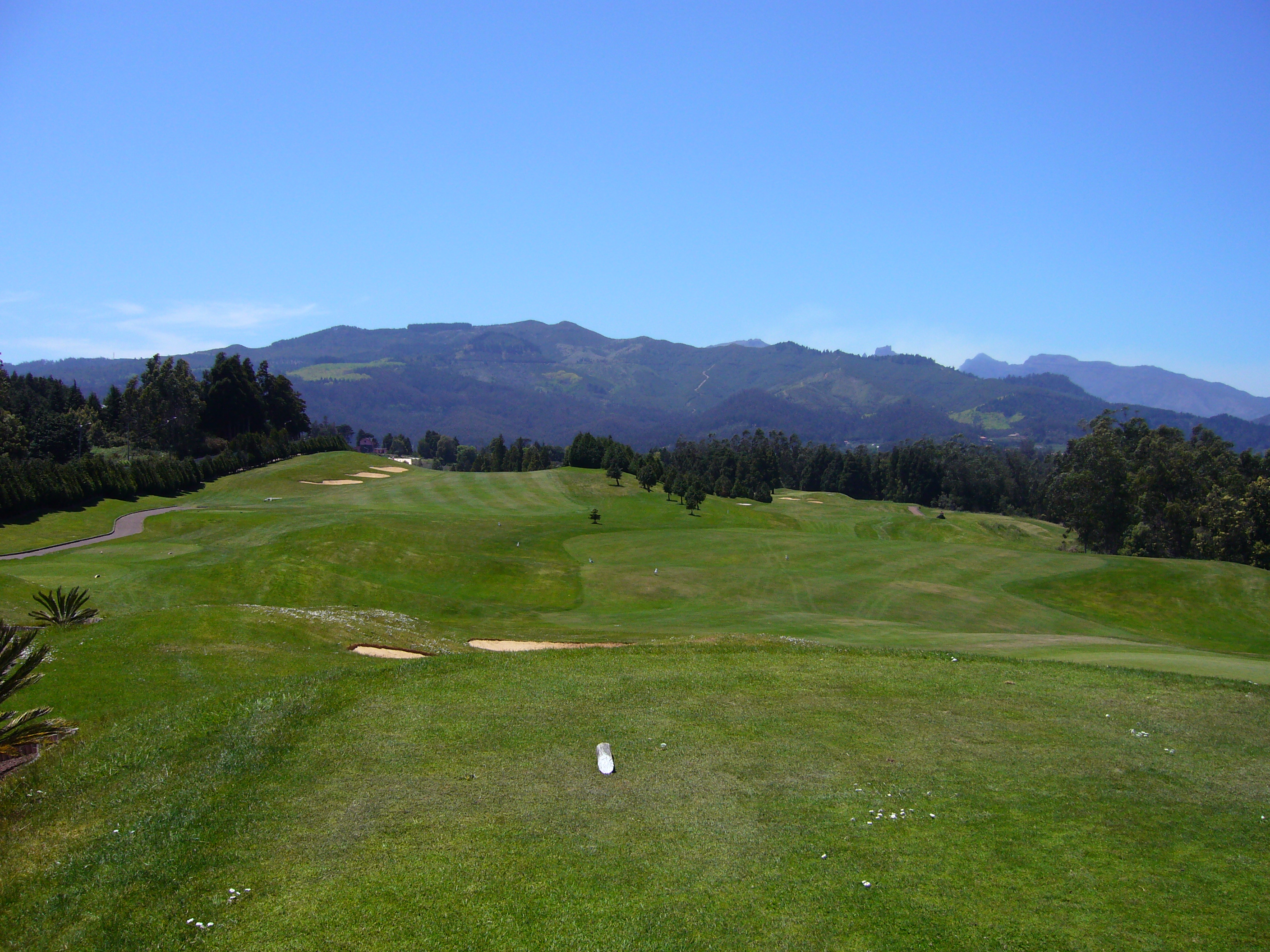
Hory severně od golfového hřiště.
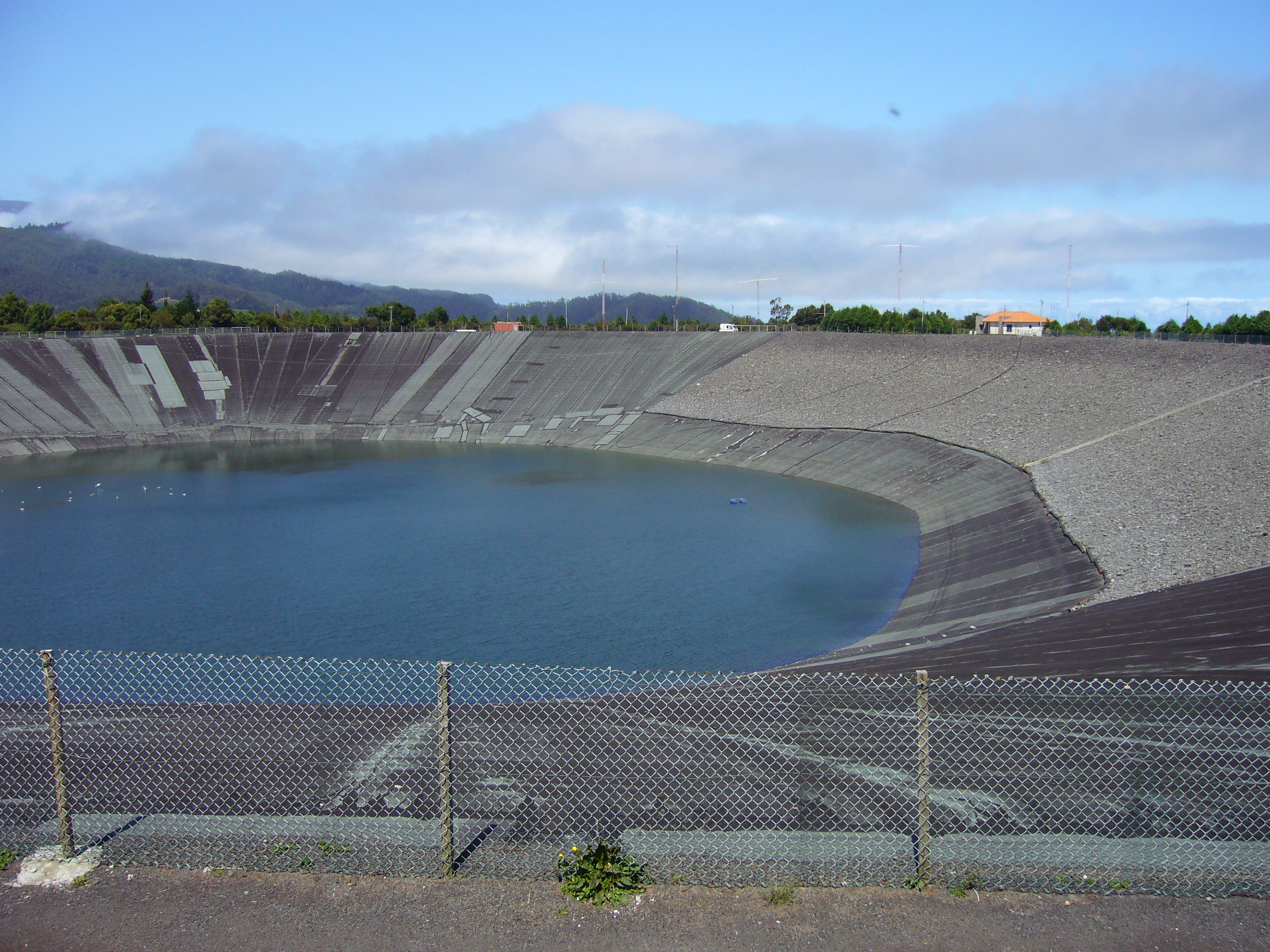
Umělá sladkovodní nádrž v Santo António da Serra.
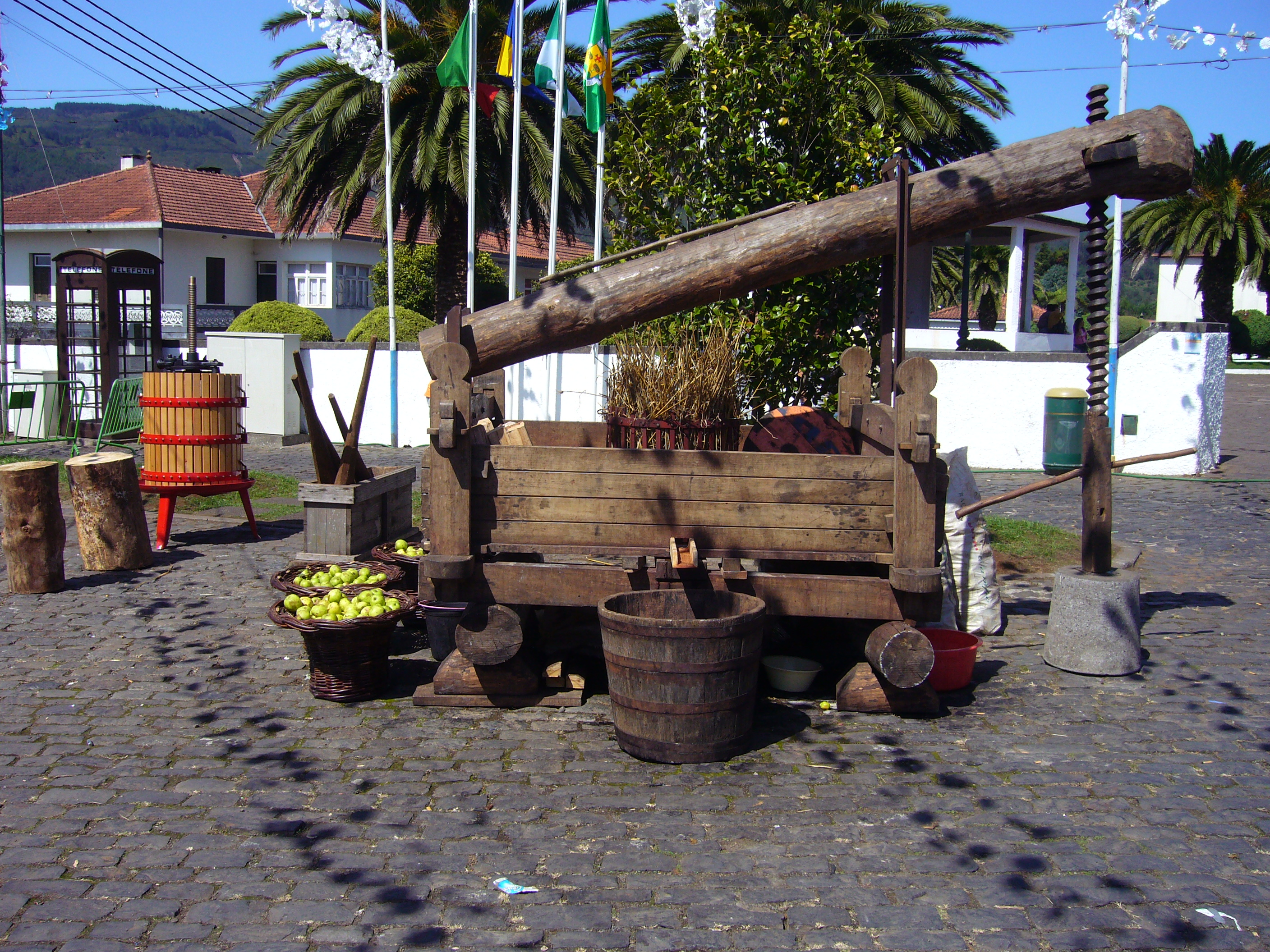
Dekorace na Slavnosti jablek roku 2009.